# All About Luv
All About Luv è il quarto album in studio e il primo cantato in lingua inglese dal gruppo musicale sudcoreano Monsta X, pubblicato il 14 febbraio 2020 dalla Epic Records.

## Promozione
Al fine di promuovere l'album, il gruppo sarebbe stato impegnato con una tournée negli Stati Uniti d'America tra giugno e luglio 2020.

## Tracce
1. Who Do U Love? (feat. French Montana) – 3:09 (Lim Chang-kyun, Shin Ho-seok, Chae Hyung-won, Sohn Hyun-woo, Lee Joo-heon, Yoo Ki-hyun, Lee Min-hyuk, Karim Kharbouch, Dan Henig, Jake Torrey, Noah Conrad, Rosanna Ener)
2. Love U – 2:40 (Andrés Torres, Jake Torrey, Mauricio Rengifo, Michael Matosic)
3. Happy without Me – 2:58 (Andrés Torres, David Hodges, James LaVigne, Rengifo)
4. Got My Number – 2:51 (Ben Samama, Joren van der Voort, Rob Grimaldi)
5. Someone's Someone – 2:21 (Connor McDonough, Riley McDonough, Toby McDonough, Jeff Sojka, Josh Zegan)
6. Middle of the Night – 2:46 (Lim Chang-kyun, Shin Ho-seok, Chae Hyung-won, Sohn Hyun-woo, Lee Joo-heon, Yoo Ki-hyun, Lee Min-hyuk, Ali Payami, John Mitchell)
7. She's the One – 3:19 (Brandon Arreaga, Torrey, Conrad, Roland Spreckley, Tony Ferrari)
8. You Can't Hold My Heart – 3:01 (Anthony M. Jones, Jeffrey Gitelman, Jonathan Bellion, Steven Franks, Tommy Brown)
9. Misbehave – 3:24 (Andrew Bullimore, Derrick Milano, The Invisible Men, Josh Record)
10. Beside U (feat. Pitbull) – 3:08 (Lim Chang-kyun, Shin Ho-seok, Chae Hyung-won, Sohn Hyun-woo, Lee Joo-heon, Yoo Ki-hyun, Lee Min-hyuk, Armando Perez, Angel Lopez, Daniel Ryan Winsch, Eshy Gazit, Federico Vindver, Timothy Mosley)
11. Who Do U Love? (feat. French Montana) (Will.i.am Remix) – 3:28 (Lim Chang-kyun, Shin Ho-seok, Chae Hyung-won, Sohn Hyun-woo, Lee Joo-heon, Yoo Ki-hyun, Lee Min-hyuk, Karim Kharbouch, Dan Henig, Jake Torrey, Noah Conrad, Rosanna Ener)

Traccia bonus nell'edizione estesa
1. Beside U (feat. Pitbull) (I.M Rap Version) – 3:32 (Lim Chang-kyun, Shin Ho-seok, Chae Hyung-won, Sohn Hyun-woo, Lee Joo-heon, Yoo Ki-hyun, Lee Min-hyuk, Armando Perez, Angel Lopez, Daniel Ryan Winsch, Eshy Gazit, Federico Vindver, Timothy Mosley)

## Successo commerciale
All About Luv ha debuttato alla 5ª posizione della Billboard 200 statunitense nella pubblicazione del 29 febbraio 2020, grazie a 52 000 unità di vendita totalizzate nella sua prima settimana di disponibilità. Di queste, 50 000 sono copie pure fisiche o digitali (incluse quelle acquistate insieme ai biglietti per il tour o ad altri articoli disponibili sul sito del gruppo). È la prima entrata del gruppo in tale classifica e il più alto ingresso di un gruppo musicale K-pop dopo i BTS (i quali hanno totalizzato quattro album al numero uno) e i SuperM. Nella classifica giapponese delle vendite fisiche e digitali ha invece raggiunto il 18º posto con 3 200 esemplari.

## Classifiche

### Classifiche settimanali
| Classifica (2020) | Posizione massima |
| ----------------- | ----------------- |
| Belgio (Fiandre)  | 127               |
| Canada            | 10                |
| Croazia           | 4                 |
| Francia           | 63                |
| Grecia            | 11                |
| Polonia           | 18                |
| Portogallo        | 4                 |
| Spagna            | 16                |
| Stati Uniti       | 5                 |
| Svizzera          | 37                |
| Ungheria          | 16                |

### Classifiche di fine anno
| Classifica (2020) | Posizione |
| ----------------- | --------- |
| Ungheria          | 99        |